# کیپونجی
کیپونجی (نام علمی: Rungwecebus kipunji) نام یک گونه از زیرخانواده دم‌درازیان است.